# Predoslje
Predoslje so naselje v Mestni občini Kranj s skoraj 1.000 prebivalci in sedež istoimenske krajevne skupnosti. S Kranjem je naselje povezano z mestnimi avtobusnimi progami št. 5, 6 in 11. V preteklosti so bile Predoslje sedež istoimenske občine, ki je združevala še vasi Kokrica, Suha, Britof, Mlaka, Bobovek, Srakovlje, Ilovka in Tatinec. Na vzhodni strani Predoselj je reka Kokra in v steni kanjona lahko opazimo Šmajdov grad. Njegova prva omemba sega v leto 1894, domnevno pa naj bi bil starejši.
Župnija Predoslje spada pod dekanijo Kranj. Župnijska cerkev v Predosljah je posvečena Sv. Sikstu. V Predosljah je tudi šola. 
Pod vas Predoslje spada tudi grad Brdo, ki je najbolje vzdrževani dvorec v Sloveniji, ter Šmajdov grad, ki leži v skalni odprtini nad reko Kokro. Ta grad je na tem mestu že stoletja. Na posestvu Brdo so tudi kongresni center, park in hotel.
V kraju pa deluje tudi PGD Predoslje, ki je tretje najstarejše prosotvoljno gasilsko društvo v Mestni občini Kranj. Začetki društva segajo v leto 1905, ko so v poletnih časih na dvorišču kmetije Odems ustanovili prvi občni zbor.